# Таубштуммен-гассе (станція метро)

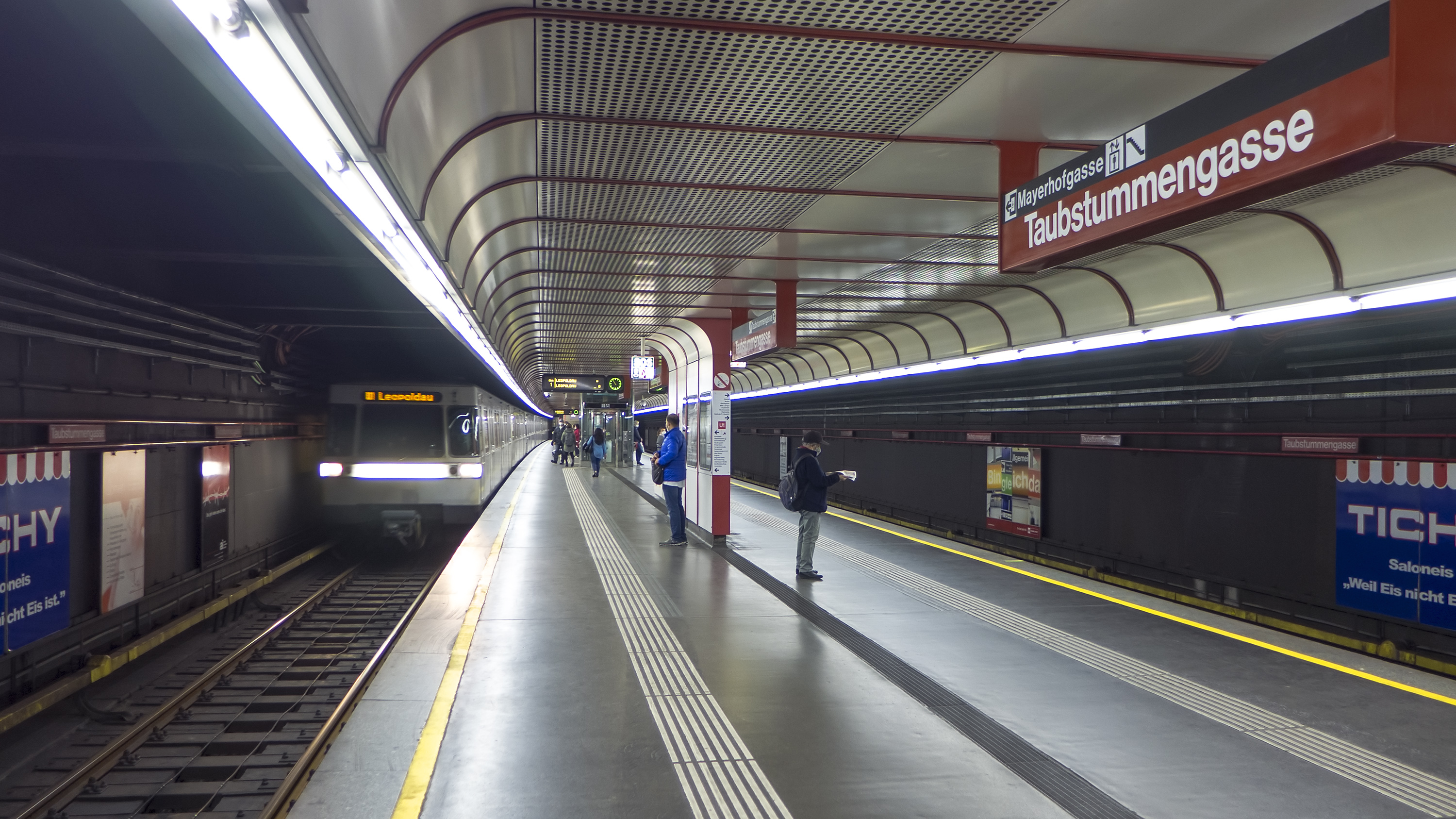
Платформи станції

48°11′41″ пн. ш. 16°22′12″ сх. д. / 48.1947° пн. ш. 16.3699° сх. д.
«Таубштуммен-гассе» (нім. Taubstummengasse, в перекладі — вулиця Глухонімих) — станція Віденського метрополітену, розміщена на лінії U1 між станціями «Зюдтіролер-плац-Гауптбангоф» та «Карлс-плац». Відкрита 25 лютого 1978 року у складі дільниці «Ройманн-плац» — «Карлс-плац». Названа за вулицею, яка розташована поблизу. Вулиця названа на честь інституту для глухонімих, який розташовувався тут з 1803 по 1913 роки.
Розташована в 4-му районі Відня (Віден), під вулицею Фаворитен-штрасе. Має виходи до Флора-гассе і Маєргоф-гассе.